# Drosophila (Sophophora)
Drosophila (Sophophora) Sturtevant, 1939, è un sottogenere di insetti del genere Drosophila (Diptera: Drosophilidae). Dopo Drosophila (Drosophila), è il sottogenere più importante per distribuzione e numero di specie comprese. A Sophophora appartiene anche la specie più nota, Drosophila melanogaster.

## Descrizione
Sophophora fu definito come nuovo sottogenere da Sturtevant (1939) nella sua proposta di suddivisione sistematica del genere Drosophila, in aggiunta a Drosophila (Drosophila) Fallén, 1823, e Drosophila (Dasydrosophila) Duda, 1925, quest'ultimo successivamente spostato nel genere Hirtodrosophila.
Sulla base degli elementi diagnostici indicati da Sturtevant, Sophophora si distingue per i seguenti caratteri:
- ricettacolo ventrale non arricciato (marcatamente arricciato in Drosophila);
- tubi malpighiani del paio posteriore liberi all'apice (fusi in Drosophila e Dasydrosophila);
- uova provviste di due filamenti (quattro in Dasydrosophila, tre o quattro in Drosophila);
- bande posteriori scure dal secondo al quinto urite più larghe in corrispondenza della linea dorsale mediana o di larghezza uniforme (più sottili o interrotte almeno nei primi due uriti in Drosophila).

## Specie e distribuzione
Secondo Bächli (2010), Sophophora comprende oltre 330 specie, molte delle quali presenti nelle regioni tropicali (Legenda: AF: Ecozona afrotropicale, AU: Ecozona australasiana, NE: Ecozona neartica, NT: Ecozona neotropicale, OR: Ecozona orientale, PA: Ecozona paleartica):
- D. abregolineata Duda, 1925: NT
- D. abron Burla, 1954: AF
- D. abure Burla, 1954: AF
- D. affinis Sturtevant, 1916: NE. Sinonimi: D. affinis ssp. iroquois Sturtevant & Dobzhansky, 1936
- D. agumbensis Prakash & Reddy, 1978: OR
- D. akai Burla, 1954: AF
- D. alafumosa Patterson & Mainland, 1943: NT
- D. alagitans Patterson & Mainland, 1943: NT
- D. algonquin Sturtevant & Dobzhansky, 1936: NE
- D. alladian Burla, 1954: AF
- D. aloma Tsacas & Lachaise, 1981: AF
- D. alpina Burla, 1948: PA
- D. altissima Tsacas, 1980: AF
- D. ambigua Pomini, 1940: PA
- D. ananassae Doleschall, 1858: AU NE NT PA. Sinonimi: D. imparata Walker, 1859, D. similis Lamb, 1914[4]
- D. andamanensis Gupta & Ray-Chaudhuri, 1970: OR
- D. anisoctena Tsacas, 1980: AF
- D. anomelani Reddy & Krishnamurthy, 1973: OR
- D. apectinata Duda, 1931: OR
- D. apicespinata Zhang & Gan, 1986: OR
- D. apodemata Okada & Carson, 1983: AU
- D. artecarina Takada & Momma, 1975: OR
- D. asahinai Okada, 1964: OR PA
- D. ashburneri Tsacas, 1984: AF
- D. athabasca Sturtevant & Dobzhansky, 1936: NE. Sinonimi: D. athabasca ssp. mahican Sturtevant & Dobzhansky, 1936
- D. atripex Bock & Wheeler, 1972: AU OR
- D. auraria Peng, 1937: OR
- D. austroheptica Tsaur & Lin, 1991: OR
- D. austrosaltans Spassky, 1957: NT
- D. azteca Sturtevant & Dobzhansky, 1936: NE NT
- D. bahunde Tsacas, 1980: AF
- D. baimaii Bock & Wheeler, 1972: OR
- D. bakondjo Tsacas, 1980: AF
- D. bakoue Tsacas & Lachaise, 1974: AF
- D. barbarae Bock & Wheeler, 1972: OR
- D. baucipyga Lachaise & Chassagnard, 2001: AF
- D. bhagamandalensis Muniyappa, Reddy & Krishnamurthy, 1981: OR
- D. biarmipes Malloch, 1924: OR. Sinonimi: D. rajasekari Reddy & Krishnamurty, 1968, D. raychaudhurii Gupta, 1969
- D. biauraria Bock & Wheeler, 1972: PA
- D. bicornuta Bock & Wheeler, 1972: OR
- D. bifasciata Pomini, 1940: PA
- D. bipectinata Duda, 1923: AU OR. Sinonimi: D. szentivanii Mather & Dobzhansky, 1962, D. bipectinata ssp. pacificiae Matsuda, Tomimura & Tobari, 2005
- D. birchii Dobzhansky & Mather, 1961: AU
- D. bocainensis Pavan & Da Cunha, 1947: NT
- D. bocainoides Carson, 1954: NT
- D. bocki Baimai, 1979: OR
- D. bocqueti Tsacas & Lachaise, 1974: AF
- D. brahmagiriensis Muniyappa, Reddy & Krishnamurthy, 1981: OR
- D. brevina Wheeler, 1981: OR. Sinonimi: D. brevis Parshad & Singh, 1971[5]
- D. brunettii Ray-Chaudhuri & Mukherjee, 1941: OR
- D. bunnanda Schiffer & McEvey, 2006: AU
- D. burlai Tsacas & Lachaise, 1974: AF
- D. capnoptera Patterson & Mainland, 1944: NT
- D. capricorni Dobzhansky & Pavan, 1943: NT
- D. cariouae Tsacas, 1985: AF
- D. changuinolae Wheeler & Magalhaes, 1962: NT
- D. cauverii Muniyappa, Reddy & Prakash, 1982: OR
- D. charmadensis Gowda & Krishnamurthy, 1972; OR
- D. chauvacae  Tsacas, 1984: AF
- D. comorensis Tsacas, 1997: AF
- D. constricta Okada & Carson, 1983: AU
- D. cordata Sturtevant, 1942: NT
- D. cornixa Takada, Momma & Shima, 1973: OR
- D. cryptica De & Gupta, 1996: OR
- D. cuauhtemoci Felix & Dobzhansky, 1976; NE
- D. curta Chassagnard & Tsacas, 1997: AF
- D. dacunhai Mourao & Bicudo, 1967: NT
- D. davidi Tsacas, 1975: AF
- D. denticulata Bock & Wheeler, 1972: AU
- D. dentissima Bock & Wheeler, 1972: AF
- D. desavrilia Tsacas, 1985: AF
- D. dianensis Gao & Watabe, 2003: OR
- D. dictena Tsacas & Chassagnard, 1992: AF
- D. dimitra Tsacas & Lachaise, 1981: AF
- D. dimitroides Chassagnard & Tsacas, 1997: AF
- D. diplacantha Tsacas & David, 1978: AF
- D. dispar Mather, 1955: AU
- D. dobzhanskii Patterson, 1943: NE
- D. dominicana Ayala, 1965: AU OR
- D. dossoui Chassagnard, 1991: AF
- D. dyula Burla, 1954: AF
- D. elegans Bock & Wheeler, 1972: OR
- D. elliptica Sturtevant, 1942: NE
- D. emarginata Sturtevant, 1942: NT
- D. eniwae Takada, Beppu & Toda, 1979: PA
- D. epiobscura Parshad & Duggal, 1967: OR
- D. equinoxialis Dobzhansky, 1936: NT. Sinonimi: D. equinoxialis ssp. caribbensis Ayala, 1973
- D. ercepeae Tsacas & David, 1975: AF
- D. erecta Tsacas & Lachaise, 1974: AF
- D. eskoi Lakovaara & Lankinen, 1974: PA
- D. eugracilis Bock & Wheeler, 1972: AU OR. Sinonimi: Tanygastrella gracilis Duda, 1924
- D. eupyga Tsacas, 1981: AF
- D. exiguitata (Takada, Momma & Shimma, 1973): OR
- D. ficusphila Kikkawa & Peng, 1938: OR
- D. fima Burla, 1954: AF
- D. fengkainensis Brake & Bächli, 2008: OR. Sinonimi: D. constricta Chen Shao & Fan, 1988
- D. flavicauda Toda, 1991: OR
- D. flavohirta Malloch, 1924: AU
- D. flavopleuralis Takada, Momma & Shima, 1973: OR
- D. frolovae Wheeler, 1949: NT
- D. fruhstorferi Duda, 1924: OR
- D. fumipennis Duda, 1925: NT
- D. fuyamai Toda, 1991: OR
- D. gangotrii Muniyappa & Reddy, 1981: OR
- D. gapudi Ruiz-Fiegalan, 2003: OR
- D. giriensis Prakash & Reddy, 1977: OR
- D. gorokaensis Okada & Carson, 1982: AU
- D. greeni Bock & Wheeler, 1972: AF OR
- D. guanche Monclus, 1977: PA. Sinonimi: D. canaryana Takada & Yoon, 1989
- D. gundensis Prakash & Reddy, 1977: OR
- D. gunungcola Sultana, Kimura & Toda, 1999: OR
- D. helvetica Burla, 1948: PA
- D. hubeiensis Watabe & Sperlich, 1997: PA
- D. hypomelana Okada & Carson, 1983: AU
- D. ifestia Tsacas, 1984: AF
- D. illata Walker, 1860: OR
- D. imaii Moriwaki & Okada, 1967: PA
- D. immacularis Okada, 1966: OR
- D. suzukii Parshad & Paika, 1964: OR. Sinonimi: D. suzukii ssp. indicus Parshad & Paika, 1965.
- D. inexspectata Tsacas, 1988: AF
- D. ingrica Hackman, 1957: PA
- D. inopinata Lachaise & Chassagnard, 2002: AF
- D. insularis Dobzhansky, 1957: NT
- D. iroko Burla, 1954: AF
- D. ironensis Bock & Parsons, 1978: AU
- D. jagri Prakash & Reddy, 1979: OR
- D. jambulina Parshad & Paika, 1964: AU[6] OR
- D. kanaka Tsacas, 1988: AU
- D. kanapiae Bock & Wheeler, 1972: OR
- D. kerteszina Duda, 1925: NT
- D. khaoyana Bock & Wheeler, 1972: OR
- D. kikkawai Burla, 1954: AF AU NT OR PA. Sinonimi: D. montium var. xanthopyga Duda, 1924
- D. kilimanjarica Lachaise & Chassagnard, 2001: AF
- D. kinabaluana Takada, Momma & Shima, 1973: OR
- D. kitumensis Tsacas, 1985: AF
- D. kivuensis Tsacas, 1980: AF
- D. krimbasi Tsacas, 1985: AF
- D. kulango Burla, 1954: AF
- D. kurseongensis Gupta & Singh, 1977: OR
- D. lachaisei Tsacas, 1984: AF
- D. lacteicornis Okada, 1965: OR
- D. lamottei Tsacas, 1980: AF
- D. leontia Tsacas & David, 1977: OR
- D. levii Tsacas, 1988: AU
- D. limingi Gao, Watabe, Toda, Zhang & Aotsuka, 2003: OR
- D. lini Bock & Wheeler, 1972: OR
- D. liui Chen, 1988: OR
- D. longicrinis Lachaise & Chassagnard, 2002: AF
- D. longipectinata Takada, Momma & Shima, 1973: OR
- D. longissima Okada & Carson, 1983: AU
- D. lowei Heed, Crumpacker & Ehrman, 1968: NE
- D. lucipennis Lin, 1972: OR
- D. luguensis Gao, Watabe, Toda, Zhang & Aotsuka, 2003: OR
- D. lusaltans Magalhaes, 1962: NT
- D. lutescens Okada, 1975: PA. Sinonimi: D. lutea Kikkawa & Peng, 1938, D. luteola Okada, 1974.
- D. madeirensis Monclus, 1984: PA
- D. madikerii Muniyappa & Reddy, 1981: OR
- D. magalhaesi Mourao & Bicudo, 1967: NT
- D. maggulae Gupta & Sundaran, 1990: OR
- D. majtoi Ruiz-Fiegalan, 2003: OR
- D. malagassya Tsacas & Rafael, 1982: AF
- D. malerkotliana Parshad & Paika, 1964: AF NT OR. Sinonimi: D. malerkotliana ssp. pallens Bock & Wheeler, 1972, D. malerkotliana ssp. pallida Bock, 1971
- D. mambilla Tsacas, 1980: AF
- D. mangabeirai Malogolowkin, 1951: NT
- D. matae Tsacas, 1980: AF
- D. matilei Tsacas, 1974: AF
- D. mauritiana Tsacas & David, 1974: AF
- D. maya Heed & O'Grady, 2000: NT
- D. mayri Mather & Dobzhansky, 1962: AU
- D. megalagitans Wheeler & Magalhaes, 1962: NT
- D. megapyga Tsacas, 1981: AF
- D. melanogaster Meigen, 1830: cosmopolita. Sinonimi: D. immatura Walker, 1849, D. nigriventris Macquart, 1843, D. pilosula Becker, 1908, D. uvarum Rondani, 1875
- D. merina Tsacas, 1997: AF
- D. microdenticulata Panigrahy & Gupta, 1983: OR
- D. microlabis Seguy, 1938: AF
- D. micropectinata Takada & Momma, 1875: OR
- D. microralis Tsacas, 1981: AF
- D. milleri Magalhaes, 1962: NT
- D. mimetica Bock & Wheeler, 1972: OR
- D. miranda Dobzhansky, 1935: NE
- D. monieri McEvey & Tsacas, 1987: AU
- D. montium Meijere, 1916: OR
- D. myamaungi Toda, 1991: OR
- D. mysorensis Reddy & Krishnamurthy, 1970: OR
- D. nagarholensis Prakash & Reddy, 1980: OR
- D. narragansett Sturtevant & Dobzhansky, 1936: NE
- D. nebulosa Sturtevant, 1916: NE NT. Sinonimi: D. limbata Williston, 1896
- D. nealagitans Wheeler & Magalhaes, 1962: NT
- D. neobaimai Singh & Dash, 1998: OR
- D. neocordata Magalhaes, 1956: NT
- D. neoelegans Gupta & Singh, 1977: OR
- D. neoelliptica Pavan & Magalhaes, 1950: NT
- D. neokhaoyana Singh & Dash, 1998: OR
- D. neolacteicornis Hegde & Krishna, 1999: OR
- D. neomitra Chassagnard & Tsacas, 1997: AF
- D. neosaltans Pavan & Magalhaes, 1950: NT
- D. neotrapezifrons Ranganath, Krishnamurthy & Hedge, 1983: OR
- D. nepalensis Okada, 1955: OR
- D. nesoetes Bock & Wheeler, 1972: AU
- D. ngemba Tsacas, 1980: AF
- D. nigrialata Takada, Momma & Shima, 1973: OR
- D. nigropleuralis Takada, Momma & Shima, 1973: OR
- D. nigrosaltans Magalhaes, 1962: NT
- D. nikananu Burla, 1954: AF
- D. novitskii Sulerud & Miller, 1966: NE
- D. nyinyii Toda, 1991: OR
- D. obscura Fallén, 1823: PA. Sinonimi: D. obscura var. meigeni Duda, 1935, D. obscuroides Pomini, 1940
- D. ocampoae Ruiz-Fiegalan, 2003: OR
- D. ochrogaster Chassagnard, 1992: AU
- D. ogumai Zannat & Toda, 2002: OR
- D. ohnishii Zannat & Toda, 2002: OR
- D. oreia Tsacas, 1980: AF
- D. orena Tsacas & David, 1978: AF
- D. oribatis Tsacas, 1980: AF
- D. orosa Bock & Wheeler, 1972: OR
- D. oshimai Choo & Nakamura, 1973: PA
- D. pallidosa Bock & Wheeler, 1972: AU OR
- D. palmata Takada, Momma & Shima, 1973: OR
- D. palniensis Hegde & Shakunthala, 1999: OR
- D. parabipectinata Bock, 1971: OR
- D. parabocainensis Carson, 1954: NT
- D. paralutea Bock & Wheeler, 1972: OR
- D. parapallidosa Tobari, 2009: OR
- D. parasaltans Magalhaes, 1956: NT
- D. paraviaristata Takada, Momma & Shima, 1973: OR
- D. parvula Bock & Wheeler, 1972: OR
- D. paulistorum Dobzhansky & Pavan, 1949: NT
- D. pavlovskiana Kastritsis & Dobzhansky, 1967: NT
- D. pectinifera Wheeler & Takada, 1964: AU
- D. penicillipennis Takada, Momma & Shima, 1973: OR
- D. pennae Bock & Wheeler, 1972: AU
- D. pereirai Takada, Momma & Shima, 1973: OR
- D. persimilis Dobzhansky & Epling, 1944: NE
- D. petitae Tsacas, 1981: AF
- D. phaeopleura Bock & Wheeler, 1972: AU
- D. phyale Tsacas, 1981: AF
- D. pilacrinis Lachaise & Chassagnard, 2002: AF
- D. pinnitarsus Bock, 1976: AU
- D. pittieri Bächli & Vilela, 2002: NT
- D. plagiata Bezzi, 1908: AF
- D. populi Wheeler & Throckmorton, 1961: NE
- D. prashadi Brunetti, 1923: OR
- D. prodispar Parsons & Bock, 1982: AU
- D. progastor Bock, 1976: AU
- D. prolongata Singh & Gupta, 1978: OR
- D. prosaltans Duda, 1927: NT
- D. prostipennis Lin, 1972: OOR
- D. pseudoananassae Bock, 1971: AU OR. Sinonimi: D. pseudoananassae ssp. nigra Bock, 1971, D. pseudoananassae ssp. nigrens Bock & Wheeler, 1972
- D. pseudoargentostriata Wheeler, 1981: OR. Sinonimi: D. stonei Rajeshwari & Krishnamurthy, 1969
- D. pseudobaimaii Takada, Momma & Shima, 1973: OR
- D. pseudobocainensis Wheeler & Magalhaes, 1962: NT
- D. pseudodenticulata Takada & Momma, 1975: OR
- D. pseudomayri Baimai, 1970: AU
- D. pseudoobscura Frolova, 1929: AU NE NT. Sinonimi: D. pseudoobscura spp. bogotana Ayala & Dobzhansky, 1975
- D. pseudosaltans Magalhaes, 1956: NT
- D. pseudotakahashii Mather, 1957: AU
- D. pulchella Sturtevant, 1916: NT
- D. pulchrella Tan, Hsu & Sheng, 1949: PA
- D. punjabiensis Parshad & Paika, 1964: OR
- D. pyo Toda, 1991: OR
- D. quadraria Bock & Wheeler, 1972: OR
- D. quatrou Tsacas, 1980: AF
- D. quinqueannulata Frey, 1917: OR
- D. rectangularis Sturtevant, 1942: NT
- D. retnasabapathyi Takada & Momma, 1975: OR
- D. rhombura Okada & Carson, 1983: AU
- D. rhopaloa Bock & Wheeler, 1972: AU OR
- D. rufa Kikkawa & Peng, 1938: PA OR
- D. sahyadrii Prakash & Reddy, 1979: OR
- D. saltans Sturtevant, 1916: NT
- D. sampagensis Munyappa & Reddy, 1980: OR
- D. santomea Lachaise & Harry, 2000: AF
- D. saraswati Singh & Dash, 1998: OR
- D. sargakhetensis Joshi, Fartyal & Singh, 2005: OR
- D. schmidti Duda, 1924: PA
- D. scopata Bock, 1976: AU
- D. sechellia Tsacas & Bächli, 1981: AF
- D. seguyi Smart, 1945: AF. Sinonimi: D. subobscura Seguy, 1938
- D. seguyiana Chassagnard & Tsacas, 1997: AF
- D. seminole Sturtevant & Dobzhansky, 1936: NE
- D. septacoila Gai & Krishnamurthy, 1984: OR
- D. septentriosaltans Magalhaes & Buck, 1962: NT
- D. serrata Malloch, 1927: AU
- D. serrula Tsacas, 1984: AF
- D. setifemur Malloch, 1924: AU
- D. siangensis Kumar & Gupta, 1988: OR
- D. sierrae Ruiz-Fiegalan, 2003: OR
- D. simulans Sturtevant, 1919: cosmopolita
- D. sinobscura Watabe, 1996: OR
- D. smithersi Bock, 1976: AU
- D. solstitialis Chen, 1994: PA
- D. stenotrichata Lachaise & Chassagnard, 2007: AF
- D. sturtevanti Duda, 1927: NT. Sinonimi: D. pilifacies Malloch, 1926
- D. subauraria Kimura, 1983: PA
- D. subelegans Okada, 1988: OR
- D. subinfumata Duda, 1925: NT. Sinonimi: D. parabocainoides Wheeler & Magalhaes, 1962
- D. subobscura Collin, 1936: AF NT PA
- D. suborosa Kumar & Gupta, 1992: OR
- D. subpulchrella Takamori & Watabe, 2006: PA
- D. subsaltans Magalhaes, 1956: NT
- D. subsilvestris Hardy & Kaneshiro, 1968: AU, PA
- D. sucinea Patterson & Mainland, 1944: NE NT
- D. suzukii (Matsumura, 1931): AU OR PA
- D. sycophaga Tsacas, 1981: AF
- D. sycophila Tsacas, 1981: AF
- D. sycovora Tsacas, 1981: AF
- D. takahashii Sturtevant, 1927: OR
- D. tani Cheng & Okada, 1985: OR
- D. tanorum Okada, 1964: OR
- D. teissieri Tsacas, 1971: AF
- D. tolteca Patterson & Mainland, 1944: NT
- D. trapezifrons Okada, 1966: OR
- D. triauraria Bock & Wheeler, 1972: PA
- D. trichala Lachaise & Chassagnard, 2002: AF
- D. tricombata Singh & Gupta, 1977: OR
- D. trilutea Bock & Wheeler, 1972: OR
- D. tristipennis Duda, 1924: OR
- D. tristis Fallén, 1828: PA. Sinonimi: D. spurca Zetterstedt, 1847, D. tinctipennis Strobl, 1901
- D. tropicalis Burla & Da Cunha, 1949: NT
- D. truncata Okada, 1964: OR
- D. tsacasi Bock & Wheeler, 1972: AF
- D. tsukubaensis Takamori & Okada, 1983: PA
- D. tychaea Tsacas, 1981: AF
- D. unguicola Okada & Carson, 1983: AU
- D. unipectinata Duda, 1924: OR
- D. usambarensis Lachaise & Chassagnard, 2001: AF
- D. vallismaia Tsacas, 1984: AF
- D. varians Bock & Wheeler, 1972: OR
- D. velascoi Ruiz-Fiegalan, 2003: OR
- D. vulcana Graber, 1957: AF
- D. vumbae Bock & Wheeler, 1972: AF
- D. watanabei Gupta & Gupta, 1992: OR
- D. willistoni Sturtevant, 1916: NE. Sinonimi: D. pallida Williston, 1896, D. paulista Dobzhansky & Pavan, 1943, D. willistoni ssp. quechua Ayala, 1973
- D. xanthia Tsacas, 1981: AF
- D. yakuba Burla, 1954: AF. Sinonimi: D. opisthomelaina Nolte, 1958
- D. yuwanensis Kim & Okada, 1988: PA

## Specie di collocazione incerta o controversa
Rispetto alla classificazione riportata nel TaxoDros, il BioSystematic Database of World Diptera diverge per la collocazione tassonomica differente di alcune specie o per l'adozione di altri nomi validi. Le incongruenze fra le due banche dati tassonomiche sono le seguenti:
- Specie implicitamente trattate come Drosophila incertae sedis. Il nome valido indicato nel BDWD non riporta l'appartenenza al sottogenere Sophophora né ad altri sottogeneri di Drosophila:
  - D. madeirensis
  - D. maya
  - D. neokhaoyana
  - D. neotrapezifrons
  - D. sampagensis
  - D. santomea
  - D. saraswati
  - D. septacoila
  - D. sucinea
- Specie inserite nel sottogenere Drosophila. Il nome valido indicato nel BDWD riporta l'appartenenza al sottogenere Drosophila, con la denominazione Drosophila (Drosophila):
  - D. bunnanda
  - D. plagiata
- Specie trattate dal BDWD con nomi differenti:
  - D. affinis ssp. iroquois è riportato nel BDWD come sinonimo minore di Drosophila (Drosophila) iroquois (nel TaxoDros sinonimo minore di Drosophila (Sophophora) affinis)
  - D. constricta è riportato nel BDWD come sinonimo minore di Drosophila (Sophophora) constricta (nel TaxoDros come sinonimo minore di Drosophila (Sophophora) fengkainensis)
  - D. obscura var. meigeni è riportato nel BDWD come sinonimo minore di Drosophila (Sophophora) meigeni (nel TaxoDros come sinonimo minore di Drosophila (Sophophora) obscura
  - D. setifemur è riportato nel BDWD come sinonimo minore di Drosophila (Drosophila) sulfurigaster (il TaxoDros riporta la denominazione Drosophila (Sophophora) setifemur)
- Specie non segnalate nel BDWD:
  - D. fengkainensis
  - D. inopinata
  - D. lamottei[7]
  - D. parapallidosa
  - D. stenotrichata

## Distribuzione in Europa
A fronte delle oltre 330 specie registrate nel TaxoDros, il catalogo Fauna Europaea segnala la presenza in Europa di sole 15 specie:
- D. alpina
- D. ambigua
- D. ananassae
- D. bifasciata
- D. eskoi

- D. guanche
- D. helvetica
- D. ingrica[9]
- D. madeirensis
- D. melanogaster

- D. obscura
- D. simulans
- D. subobscura
- D. subsilvestris
- D. tristis

In Italia è segnalata la presenza di D. ambigua, D. bifasciata, D. helvetica, D. melanogaster, D. obscura, D. simulans, D. subobscura, D. tristis. Il catalogo di Fauna Italia non riporta la presenza di D. alpina, documentata, invece, in alcuni recenti lavori.